# Abel-François Poisson de Vandières
Abel-François Poisson de Vandières, marchese di Marigny e di Menars (Parigi, 18 febbraio 1727 – Parigi, 11 maggio 1781), d'origine borghese, crebbe nell'ambiente della finanza parigina.

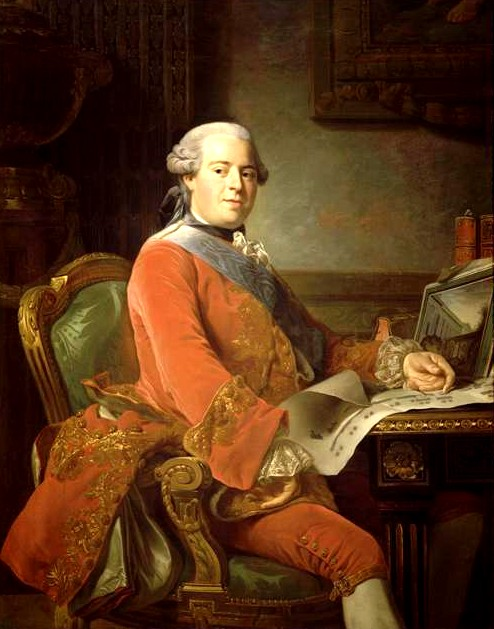
Il marchese di Marigny. Ritratto. Alexander Roslin, 1764. Castello di Versailles.

Quando la sorella maggiore, Jeanne-Antoinette Poisson divenne, nel 1745, l'amante ufficiale di Luigi XV e le fu conferito il titolo di marchesa di Pompadour, lei lo chiamò a Corte dove il giovane si attirò subito le grazie del re. Quando nel 1745 Philibert Orry si dimise dalla direction générale des Bâtiments, Arts, Jardins et Manufactures (direzione generale dei Fabbricati, Arti, Giardini e Manifatture), il re diede a Poisson de Vandières, allora diciottenne, la facoltà di succedergli, mentre Charles François Paul Le Normant de Tournehem, padre biologico della marchesa di Pompadour, fu chiamato per assumere la carica di direttore. 
Charles-Antoine Coypel, primo pittore del re, fu incaricato di educare il gusto d'Abel-François Poisson de Vandières. Con il suo aiuto, questi selezionò in particolar modo i quadri delle collezioni reali per esporli al Palazzo del Lussemburgo, creando così il primo museo di Francia. 
Tra dicembre 1749 e settembre 1751 soggiornò in Italia, all'inizio all'Accademia di Francia a Roma prima di intraprendere il Grand Tour, accompagnato da Charles Nicolas Cochin, dall'architetto Jacques-Germain Soufflot e dall'abate Leblanc. Questo viaggio ebbe importanti ripercussioni nell'evoluzione delle arti e del gusto in Francia.
Alla morte di Le Normant de Tournehem nel 1751, fu richiamato in Francia e divenne direttore generale dei Bâtiments du Roi svolgendo questa funzione fino al 1773 e stabilendo così un record di longevità. Incoraggiò la pittura di storia e, nell'architettura, il movimento di ritorno all'Antichità che doveva generare il neoclassicismo. 
Suscettibile, orgoglioso, ombroso, timoroso di vedersi rinfacciare le sue origini plebee, Marigny fu un amministratore intelligente e attivo, compreso dell'importanza della sua missione. Protesse Soufflot, al quale affidò il cantiere della nuova Église Sainte-Geneviève (oggi "Panthéon"), vero manifesto dello stile all'antica. Fece assegnare a Charles De Wailly e Marie-Joseph Peyre il cantiere del nuovo Théâtre-Français (attuale théâtre de l'Odéon). Fece sistemare la piazza Luigi XV (attuale place de la Concorde) e creare i giardini degli Champs Élysées. Soprintese alla costruzione dell'École Militaire. Passò numerosi ordini ai pittori François Boucher, Van Loo, Jean-Baptiste Marie Pierre e nominò Charles-Joseph Natoire direttore dell'Accademia di Francia a Roma. 
Avendo ereditato dal padre, nel 1754, il castello di Marigny-en-Orxois, nei dintorni di Château-Thierry, fu nominato nel medesimo anno marchese di Marigny. Nel 1767 sposò Julie Filleul (1751-1822), figlia naturale di Luigi XV. 
Accumulò importanti collezioni nelle sue numerose residenze.
Pur soffrendo gravemente di gotta, non aveva previsto la propria morte prematura nel 1781 e morì senza aver fatto testamento.

## Residenze
- 1752-1778: Hôtel de Marigny, costruito nel 1640, rue Saint-Thomas-du-Louvre (distrutto, ubicazione attuale: tra l'ala Richelieu e l'angolo nord-est della piramide del Louvre). La direzione generale dei Bâtiments vi ebbe la sua sede sino al 1773.
- 1778-1781: Hôtel de Massiac, place des Victoires, costruito nel 1635.
- 1754-1781: Château de Marigny-en-Orxois, Marigny-en-Orxois: castello medievale rimodernato.
- 1759-1773: Hôtel de Marigny, faubourg du Roule, Parigi: Acquisito dal duca d'Orléans. Trasformato nel 1768-1771 da Jacques-Germain Soufflot che costruì una nuova facciata occidentale in stile palladiano.
- 1764-1781: Castello de Menars a Menars (Loir-et-Cher), ereditato da sua sorella, la marchesa di Pompadour.
- Pavillon Le Pate a Bercy, a sud-est di Parigi, costruito nel 1720.
- 1781: Hôtel Delpech de Chaumot, n°8 place Vendôme a Parigi.